# お吉泉
お吉泉（おきちいずみ）は、愛媛県東温市吉久にある涌泉である。「おきち泉」、「オキチ泉」と表記されることもある。また、「戌亥泉」（いぬいいずみ）、「西泉」とも呼ばれる。同市見奈良地区の灌漑用の水源として江戸時代に掘削された。泉の名前は、室町時代にこの泉に身を投げて自殺したという伝説が伝えられる「お吉」という女性の名前から付けられている
。
1938年（昭和13年）に、この泉から流れ出る水路でオキチモズク属（学名:Nemalionopsis）の紅藻類の新種が発見され、オキチモズク（学名：Nemalionopsis tortuosa）と命名された。周辺は、1944年（昭和19年）に「オキチモズク発生地」として国の天然記念物に指定され、2016年（平成28年）には「お吉泉と周辺水路」として環境省により「生物多様性の観点から重要度の高い湿地」（重要湿地）に選定されている。

## 概要
重信川による横河原扇状地の扇端部、愛媛県東温市吉久地区の西部、南方地区との境界近くにある直径6〜7メートルのほぼ円形をした泉である。旱魃でも枯れることがないため、同市見奈良地区の灌漑用の水源として利用されている。
扇央部にあたる見奈良地区では重信川の水を利用できないため、1786年（天明6年）に試掘によって泉の湧水量を確認した上で本格的に掘削され、1789年（寛政元年）に完成した。掘削には1,188人が従事し、賃米14石が費やされた。1673年（延宝元年）に藩命によって表川に構築された「見奈良井堰」や、1843年（天保14年）に見奈良・田窪・牛淵・南野田・北野田の5か村が共同で開発した「五ケ村泉」を水源とする水と合わせて、重信川の川底を暗渠でくぐる形で見奈良まで通水されている。見奈良からは見返りとして吉久と南方に米が渡されていたが、第二次世界大戦後は現金で渡されるようになった。

## 名前の由来
この泉の名前の由来について、以下の伝説が伝えられている。
室町時代、吉久の農家にお吉という若い娘が嫁いできた。お吉は、年は若かったが気は優しく、夫や姑に甲斐甲斐しく仕えた。しかし意地の悪い姑は、お吉が従順なことをよいことに何かにつけてお吉につらくあたっていた。姑のいじめは日に日に度を増していき、特に3人目の子どもを実家で出産した後に吉久に戻ってからは、さらに酷くなる一方であった。ついに耐えられなくなったお吉は、この泉に身を投じて死を選んだ。以来、この泉を「お吉泉」と呼ぶようになった。

## オキチモズク
1938年（昭和13年）、松山高校の教師であった八木繁一によって、この泉から流れ出る水路からベニモズク科に属する紅藻類が採取され、後に日本固有の新種であることがわかってオキチモズク（Nemalionopsis tortuosa）と名付けられた。オキチモズクは、薄紅褐色で何本にも枝分かれした糸状の粘りのある藻であり、全長は長いもので30〜50センチメートル、まれに90センチメートルを超える。この泉から下流400メートルの間の、堤防の茂みや重信川の川底をくぐる暗渠によって日陰となっているところで発生し、多くのオキチモズクが水にたなびく様子は、伝説のお吉の髪をしのばせたと伝えられている。
1944年（昭和19年）9月29日にはお吉泉周辺が「オキチモズク発生地」として国の天然記念物に指定されたが、環境の変化により1973年（昭和48年）から1974年（昭和49年）頃以降発生が見られなくなり、お吉泉ではほとんど絶滅したものとも考えられていた。しかし、その後、日照調整や流路改修などの保護対策によって2001年（平成13年）頃から再び発生が確認されている。
現在、オキチモズクは、環境省のレッドデータブックで「絶滅の危機に瀕している種」に指定されている。また、2016年（平成28年）には、お吉泉周辺が「お吉泉と周辺水路」として環境省により「生物多様性の観点から重要度の高い湿地」（重要湿地）に選定されている。